# Бондзув
Бондзув (пол. Bądzów, нім. Bansau) — село в Польщі, у гміні Єжманова Ґлоґовського повіту Нижньосілезького воєводства.
Населення — 251 особа (2011).
У 1975-1998 роках село належало до Легницького воєводства.

## Демографія
Демографічна структура станом на 31 березня 2011 року:
|          | Загалом | Допрацездатний вік | Працездатний вік | Постпрацездатний вік |
| -------- | ------- | ------------------ | ---------------- | -------------------- |
| Чоловіки | 131     | 39                 | 84               | 8                    |
| Жінки    | 120     | 24                 | 72               | 24                   |
| Разом    | 251     | 63                 | 156              | 32                   |